# وادي أم الحلالف
| مخطط المناخ لوادي أم الحلالف | مخطط المناخ لوادي أم الحلالف | مخطط المناخ لوادي أم الحلالف | مخطط المناخ لوادي أم الحلالف | مخطط المناخ لوادي أم الحلالف | مخطط المناخ لوادي أم الحلالف | مخطط المناخ لوادي أم الحلالف | مخطط المناخ لوادي أم الحلالف | مخطط المناخ لوادي أم الحلالف | مخطط المناخ لوادي أم الحلالف | مخطط المناخ لوادي أم الحلالف | مخطط المناخ لوادي أم الحلالف |
| --- | ---------------------------- | ---------------------------- | ---------------------------- | ---------------------------- | ---------------------------- | ---------------------------- | ---------------------------- | ---------------------------- | ---------------------------- | ---------------------------- | ---------------------------- |
| 01 | 02                           | 03                           | 04                           | 05                           | 06                           | 07                           | 08                           | 09                           | 10                           | 11                           | 12                           |
| 69 13 6 | 58 14 7                      | 74 17 8                      | 58 21 11                     | 29 27 13                     | 9 34 17                      | 7 37 20                      | 31 37 21                     | 52 31 18                     | 74 25 16                     | 110 17 11                    | 64 14 8                      |
| متوسط درجة-الحرارة °س مجاميع الهطل مم مصدر: |                              |                              |                              |                              |                              |                              |                              |                              |                              |                              |                              |
| بالوحدات الإنكليزية \| 01 \| 02 \| 03 \| 04 \| 05 \| 06 \| 07 \| 08 \| 09 \| 10 \| 11 \| 12 \| \| 2.7 55 43 \| 2.3 57 45 \| 2.9 63 46 \| 2.3 70 52 \| 1.1 81 55 \| 0.4 93 63 \| 0.3 99 68 \| 1.2 99 70 \| 2 88 64 \| 2.9 77 61 \| 4.3 63 52 \| 2.5 57 46 \| \| متوسط درجة-الحرارة °ف مجاميع الهطول ″ \| \| \| \| \| \| \| \| \| \| \| \| |                              |                              |                              |                              |                              |                              |                              |                              |                              |                              |                              |
| 01 | 02                           | 03                           | 04                           | 05                           | 06                           | 07                           | 08                           | 09                           | 10                           | 11                           | 12                           |
| 2.7 55 43 | 2.3 57 45                    | 2.9 63 46                    | 2.3 70 52                    | 1.1 81 55                    | 0.4 93 63                    | 0.3 99 68                    | 1.2 99 70                    | 2 88 64                      | 2.9 77 61                    | 4.3 63 52                    | 2.5 57 46                    |
| متوسط درجة-الحرارة °ف مجاميع الهطول ″ |                              |                              |                              |                              |                              |                              |                              |                              |                              |                              |                              |

وادي أم الحلالف هو نهر في الرأس الطيب، تونس.
يقع في ولاية نابل في الجزء الشمالي من البلاد على بعد 60 كلم شرق تونس، ويتدفق إلى البحر الأبيض المتوسط.
المناخ معتدل. متوسط درجة الحرارة هو 18 درجة مئوية، وأكثر الشهور دفئًا هو شهر أغسطس، بحوالي 29 درجة مئوية، وأبرد الأشهر هو شهر يناير بحوالي 10 درجات مئوية. يبلغ متوسط هطول الأمطار 636 ملم في السنة.